# Scoloderus
Scoloderus is een geslacht van spinnen uit de  familie van de wielwebspinnen (Araneidae).

## Soorten
- Scoloderus ackerlyi Traw, 1996
- Scoloderus cordatus (Taczanowski, 1879)
- Scoloderus gibber (O. P.-Cambridge, 1898)
- Scoloderus nigriceps (O. P.-Cambridge, 1895)
- Scoloderus tuberculifer (O. P.-Cambridge, 1889)